# Шпанско
Шпанско (хорв. Špansko) — житловий масив столиці Хорватії Загреба, розташований у міському районі Стенєвець. За переписом 2011 року населення мікрорайону налічувало 24 241 жителів.